# Bombylella auricoma
Bombylella auricoma är en tvåvingeart som först beskrevs av Mario Bezzi 1924.  Bombylella auricoma ingår i släktet Bombylella och familjen svävflugor. Inga underarter finns listade i Catalogue of Life.